# Comun Nuovo
Comun Nuovo (Cümü Növ in dialetto bergamasco) è un comune italiano di 4 489 abitanti della provincia di Bergamo in Lombardia. Il comune si trova nella bassa pianura bergamasca ed è attraversato dal torrente Morla, a circa 8 chilometri a sud del capoluogo orobico.

## Storia
Le origini del comune non sono chiare anche se, al contrario di quello che potrebbe far intendere il nome, non sono particolarmente recenti.
Si pensa infatti che il territorio possa essere stato interessato da alcuni piccoli insediamenti già in epoca romana, che vennero ampliati e sviluppati nel corso dei secoli, fino all'epoca medievale. Probabilmente in quell'epoca il borgo aveva già una fisionomia ben definita, tanto che nel 1331 già viene menzionato il toponimo di Comune nuovo, che implica una ricostruzione del borgo in luogo di un altro precedentemente distrutto, il quale doveva avere una struttura degna di un comune.
Questa ipotesi non è suffragata da ritrovamenti o documenti, situazione che farebbe propendere i più a considerare che questi territori furono al centro di una bonifica attuata in terreni mai abitati prima di allora. In tal senso i documenti confermano che nel 1238 un gruppo di undici famiglie provenienti dal capoluogo orobico si insediò in località Prato Novo, sita a sud del centro abitato di Zanica.
Il successivo aumento dei nuclei familiari portò l'insediamento abitativo a dotarsi di fortificazioni volte a proteggerlo da eventuali incursioni. Erano tempi in cui in gran parte della provincia infuriavano battaglie tra le opposte fazioni dei guelfi e dei ghibellini, e conseguentemente gli abitanti del Borgo Novo volevano rimanerne esenti.
Tuttavia il potere delle famiglie più influenti finì per contaminare anche Comun Nuovo, che nel frattempo si era dotato di una propria autonomia comunale, consegnandolo sotto la giurisdizione della ghibellina famiglia Suardi. Questi si appropriarono del castello e costrinsero gli abitanti a decenni di battaglie sanguinose, essendo spesso attaccati dai guelfi che anelavano al predominio sulla zona.
Le cronache raccontano che, nel 1379, un attacco al castello da parte dei guelfi si concluse con diciannove persone uccise ed una serie di case poste nei paraggi date alle fiamme, mentre un successivo datato 1404 provocò il rapimento di due ghibellini ed il cambiamento di fazione. Questo evento portò a Comun Nuovo numerosi attacchi dei ghibellini che, aiutati anche da Jacopo Dal Verme, condottiero al servizio della signoria milanese dei Visconti, incendiarono il borgo. Si narra che in quell'occasione morirono dodici bambini che si lanciarono dalla torre del castello, nella quale si erano rifugiati per sfuggire alle fiamme.
A questa situazione pose fine l'arrivo della Repubblica di Venezia che, a partire dalla prima metà del XV secolo, permise alla popolazione di vivere un'esistenza più tranquilla grazie ad una lungimirante politica in ambito sociale ed economico.
Tuttavia nel primo decennio del XVIII secolo si verificarono una serie di calamità e di carestie che sfinirono la popolazione che fu costretta ad abbandonare in massa i terreni su cui abitava, per farci ritorno soltanto qualche anno più tardi.
Il termine della dominazione veneta avvenne nel 1797 con l'avvento della Repubblica Cisalpina, alla quale subentrarono, nel 1815, gli austriaci che instaurarono il Regno Lombardo-Veneto. L'ultimo cambiamento si verificò nel 1859 quando Comun Nuovo, unitamente al resto della provincia bergamasca, entrò a fare parte del Regno d'Italia.

### Simboli
Il comune ha come simboli lo stemma e il gonfalone attribuiti con D.P.R. del 14 marzo 1979.
Stemma
(D.P.R. 14 marzo 1979)
Il castello ricorda il fortilizio di Comun Nuovo eretto poco dopo l'anno Mille e che fu oggetto di lotte per la sua conquista da parte delle fazioni dei guelfi e dei ghibellini; l'azzurro della bordura simboleggia le falde d'acqua di cui è ricco il territorio.
Gonfalone
(D.P.R. 14 marzo 1979)
Logo
Nel 2010 il Comune si è dotato di un logo da impiegare nelle situazioni non istituzionali. È costituito da un pentagramma con le prime note dell'Inno alla gioia di Beethoven, curvato a formare una C posta sopra una N, alla quale è sovrapposto un campanile. Le scritte COMUN NUOVO e COMUNE D'EUROPA completano il disegno.

## Monumenti e luoghi d'interesse
Nel centro storico sono ancora presenti alcune tracce ben visibili del periodo medievale: in primo luogo si possono ancora notare le vestigia del castello della famiglia Suardi, mentre fa bella mostra di sé la torre ghibellina, utilizzata ora come torre campanaria della chiesa parrocchiale.
Questa, dedicata a San Salvatore, venne edificata nel corso del XVI secolo, ma ha subito numerose ristrutturazioni ed un parziale rifacimento all'inizio del XX secolo. All'interno possiede una notevole pala d'altare, opera di Giovan Battista Moroni.

A livello naturalistico, il comune è stato inserito nel Parco agricolo del Rio Morla e delle rogge, un PLIS che si prefigge di tutelare il corso del fiume Morla e delle rogge che compongono l'intricato sistema irriguo delle campagne.

## Società

### Evoluzione demografica
Abitanti censiti

## Cultura

### Biblioteca
A Comun Nuovo dal 1999 è presente una biblioteca comunale, intitolata a Giancamillo Mistrini.
La sede della biblioteca è stata trasferita nell'aprile del 2013 presso dei locali a piano terra di palazzo benaglio

### Scuole
Sul territorio comunale sono presenti due scuole dell'infanzia, uno paritario e l'altro comunale, una scuola primaria ed una scuola media inferiore.

### Musica
A Comun Nuovo hanno sede la New Pop Orchestra ed una scuola di musica legata all'associazione Sentieri Musicali.
A Comun Nuovo dal 2008 ha sede il gruppo folcloristico nato nel 1971 a Bergamo ed il gruppo di maschere nate nel 2012 "Brighella e la torre campanaria"

### Feste
A Comun Nuovo nel periodo di fine luglio/inizio agosto presso l'area feste si svolge la festa degli alpini.

## Amministrazione
| Periodo        | Periodo        | Primo cittadino         | Partito                                    | Carica  | Note |
| -------------- | -------------- | ----------------------- | ------------------------------------------ | ------- | ---- |
| 14 giugno 2004 | 7 giugno 2009  | Giovanni Battista Abati | Lista civica                               | Sindaco |      |
| 8 giugno 2009  | 25 maggio 2014 | Dante Angelo Cortinovis | Lista civica - Gruppo popolare Comun Nuovo | Sindaco |      |
| 25 maggio 2014 | in carica      | Ivan Moriggi            | Lista civica - Gruppo popolare Comun Nuovo | Sindaco |      |

## Sport
A livello sportivo è presente una squadra di calcio, la società A.S.D. Comun Nuovo 2003, che milita in Seconda Categoria.